# 몽녀한
"몽녀한"(夢女恨)은 한국에서 제작된 강범구 감독의 1983년 영화이다. 국정숙 등이 주연으로 출연하였고 정진우 등이 제작에 참여하였다.

## 출연

### 주연
- 국정숙
- 투이수핑
- 김세옥
- 문태선

## 기타
- 조명: 이민부
- 조명: 손명천
- 녹음: 이재웅
- 미술: 도용우